# Havas (bedrijf)
Havas N.V. is een Frans reclame- en marketingbureau. Juridisch is het bedrijf in Nederland gevestigd, maar het hoofdkantoor staat in Puteaux.

## Geschiedenis
Het bedrijf werd in 1835 opgericht door Charles-Louis Havas met het hoofdkantoor in Parijs.
In 1982 kreeg het bedrijf een beursnotering aan de effectenbeurs van Parijs. In 2004 begon Bolloré met het kopen van Havas aandelen en in 2005 is het de grootste aandeelhouder en Vincent Bolloré wordt benoemd tot voorzitter. In 2017 wordt Havas Health opgericht, de gezondheidssector is nog altijd de grootste sector waarbinnen Havas actief is. In 2017 is de volledige overname door Vivendi een feit.
In 2015 werd FullSix overgenomen. met een overnamesom van US$ 75 miljoen was het de grootste acquisitie van Havas sinds het jaar 2000. FullSix had meer dan 600 medewerkers in West-Europa en behaalde een omzet van € 60 miljoen in 2014.
Op 9 december 2024 stemden de aandeelhouders van Vivendi in met het plan het bedrijf in drie delen op te splitsen. Het grootste bedrijfsonderdeel Canal+ Groep krijgt een beursnotering krijgen in Londen, maar het hoofdkantoor blijft in Frankrijk. Havas gaat naar Euronext Amsterdam en de uitgever Hachette krijgt een notering in Parijs. De aandeelhouders Vivendi krijgen, naar rato van hun aandelenbelang, aandelen in deze drie bedrijven. De notering van Havas ging op 16 december 2024 van start.

## Activiteiten
Havas is een groot bedrijf op het gebied van communicatie en marketing. In 2024 telt Havas meer dan 23.000 medewerkers en is actief in meer dan 100 markten. 
Er zijn drie bedrijfsonderdelen:
- Havas Creative: biedt diensten op het gebied van reclame, merkstrategie en helpt bedrijven over te stappen van traditionele advertenties naar digitale en sociale media-oplossingen, maar ook bij public relations en evenementen.
- Havas Media, media planning en aankoop, retailmedia en e-commerce en data-analysediensten om de inzet van reclamegelden te optimaliseren.
- Havas Health, dat zich richt op marketingdiensten aan farmaceutische bedrijven en zorgverleners.

De bijdrage aan de omzet van de drie onderdelen is evenwichtig, al is Havas Health het kleinste onderdeel met een omzetaandeel van 22% in 2024.
Havas is met name nog actief in Frankrijk, in 2024 werd hier 17% van de omzet behaald. Europa is met een omzetaandeel van 49% de grootste regio en wordt gevolgd door Noord-Amerika waar 34% van de omzet werd gerealiseerd.

### Financiële resultaten
| Jaar | Netto omzet | EBIT        | Netto- resultaat | Werknemers |
| Jaar | (× miljoen) | (× miljoen) | (× miljoen)      | Werknemers |
| ---- | ----------- | ----------- | ---------------- | ---------- |
| 2021 | € 2341      |             | € 113            |            |
| 2022 | € 2765      |             | € 171            |            |
| 2023 | € 2872      | € 310       | € 167            | 23.000     |
| 2024 | € 2736      | € 315       | € 173            | 23.000     |

Accsys · Amsterdam Commodities · Alfen · AMG · Avantium · B&S · Brunel International · CM.COM · Envipco · Fastned · Ferrari Group · Flow Traders · ForFarmers · Havas · Kendrion · Nedap · Nieuwe Steen Investments · Pharming · PostNL · Sif Group · Sligro Food Group · Theon · Vastned Retail · Wereldhave